# Петров, Пётр (боксёр)
Пётр Владимирович Петров (род. 28 марта 1983, Рязань, Рязанская область, РСФСР, СССР) — российский боксёр-профессионал, выступающий в лёгкой и в 1-й полусредней весовых категориях. Бывший претендент на титул чемпиона мира в лёгкой и 1-й полусредней весовых категориях.

## Биография
Родился в Рязани 28 марта 1983 года. Когда ему было два месяца, семья переехала в Ставропольский край. В детстве занимался боксом, кикбоксингом, ушу саньда и рукопашным боем. Тренировался у Афанасия Дмитриевича Кименинико во Дворце Спорта «Спартак» (г. Ставрополь).
В 1999-м году, в возрасте 16-ти лет, переехал в Испанию.

## Профессиональная карьера
Перешёл в профессиональный бокс уже живя и тренируясь в Испании. Тренер — Рикардо Санчес Аточа.
Дебютировал на профессиональном ринге 10 ноября 2000 года. Выиграл по очкам.
20 октября 2007 года проиграл по очкам немцу Виталию Тайберту. Счёт судей: 75-77 и 74-78 (дважды).

### Чемпионский бой сМаркосом Майданой
23 сентября 2011 года встретился с чемпионом мира в 1-м полусреднем весе по версии WBA аргентинцем Маркосом Майданой. Уже в 1-м раунде Петров побывал на полу. В 4-м раунде, после ещё двух нокдаунов, рефери остановил бой. Петров потерпел досрочное поражение.
13 апреля 2013 года проиграл по очкам черногорцу Деяну Златичанину. Счёт судей: 110—118, 113—117, 114—116.

### Boxcino 2014
В 2014-м году стал победителем турнира ESPN Friday Night Fights Boxcino в лёгком весе. По ходу турнира победил россиянина Фёдора Папазова, американца Криса Радда и мексиканца Фернандо Каркамо.
3 апреля 2015 года победил по очкам экс-чемпиона мира во 2-м полулёгком весе мексиканца Гамалиэля Диаса. Счёт судей: 98—89 и 97—90 (дважды).
10 октября 2015 года должен был встретиться с британцем Лиамом Уолшем в поединке за статус обязательного претендента на титул чемпиона мира в лёгком весе по версии WBO. Однако, Уолш получил травму руки и бой был отменён.
6 мая 2016 года победил бывшего претендента на титул чемпиона мира в лёгком весе мексиканца Марвина Кинтеро. После 6-го раунда рефери остановил бой, так как у Кинтеро образовалась большая гематома вокруг левого глаза.
30 сентября 2016 года победил американца Майкла Переса. После 6-го раунда тренер Переса снял своего боксёра с боя. Петров стал обязательным претендентом на титул чемпиона мира в лёгком весе по версии WBA.

### Чемпионский бой сТерри Флэнаганом
В январе 2017 года было объявлено, что 8 апреля Петров встретится с чемпионом мира в лёгком весе по версии WBO не имеющим поражений британцем Терри Флэнаганом. Петров шёл вперёд, прессинговал и старался навязать обмен ударами. Флэнаган работал на контратаках. Удачные моменты были у обоих спортсменов, но британец был точнее. Поединок продлился всю дистанцию. Судьи единогласно отдали победу действующему чемпиону: 116—112, 120—108, 118—110.
9 марта 2018 года проиграл техническим нокаутом в 8-м раунде не имеющему поражений белорусу Ивану Баранчику. Поединок носил статус элиминатора IBF в 1-м полусреднем весе.

## Статистика профессиональных боёв
В таблице перечислены результаты всех поединков боксёров.
В каждой строке указан результат поединка. Дополнительно номер поединка обозначен цветом, который обозначает итог поединка. Расшифровка обозначений и цветов представлена в нижеследующей таблице.
| Пример | Расшифровка                     |
| ------ | ------------------------------- |
|        | Победа                          |
|        | Ничья                           |
|        | Поражение                       |
|        | Планируемый поединок            |
|        | Поединок признан несостоявшимся |
| КО     | Нокаут                          |
| ТКО    | Технический нокаут              |
| PTS    | Решение судей (по очкам)        |
| UD     | Единогласное решение судей      |
| MD     | Решение большинства судей       |
| SD     | Раздельное решение судей        |
| RTD    | Отказ от продолжения боя        |
| DQ     | Дисквалификация                 |
| NC     | Поединок признан несостоявшимся |

| 51 поединок, 42 победы (23 нокаутом), 2 ничьи, 7 поражений. | 51 поединок, 42 победы (23 нокаутом), 2 ничьи, 7 поражений. | 51 поединок, 42 победы (23 нокаутом), 2 ничьи, 7 поражений. | 51 поединок, 42 победы (23 нокаутом), 2 ничьи, 7 поражений.           | 51 поединок, 42 победы (23 нокаутом), 2 ничьи, 7 поражений. | 51 поединок, 42 победы (23 нокаутом), 2 ничьи, 7 поражений.                                                                                     |
| Бой                                                         | Дата боя                                                    | Соперник                                                    | Место проведения боя                                                  | Раундов, время                                              | Примечание |
| ----------------------------------------------------------- | ----------------------------------------------------------- | ----------------------------------------------------------- | --------------------------------------------------------------------- | ----------------------------------------------------------- | --- |
| 51                                                          | 24 декабря 2021                                             | Харитон Агрба (6-0)                                         | УСК «Крылья Советов», Москва, Россия                                  | TKO 3 (10), 2:50                                            | Бой за вакантный титул чемпиона Европы по версии IBF European в 1-м полусреднем весе.                                                           |
| 50                                                          | 26 июня 2021                                                | Мишель Маркано (21-3-1)                                     | Plaza de Toros de las Cruces, Гвадалахара, Кастилия-Ла-Манча, Испания | KO 4 (10), 1:59                                             | |
| 49                                                          | 20 сентября 2019                                            | Дедрик Белл (23-30-1)                                       | DoubleTree Hotel, Онтэрио, Калифорния, США                            | KO 2 (8), 2:48                                              | |
| 48                                                          | 10 мая 2019                                                 | Рубен Тамайо (27-12-4)                                      | Omega Products International, Корона, Калифорния, США                 | KO 2 (8), 2:59                                              | |
| 47                                                          | 23 марта 2019                                               | Эрмин Исава (10-18)                                         | Pabellon de la Feria, Альбасете, провинция Альбасете, Испания         | TKO 3 (8)                                                   | |
| 46                                                          | 9 марта 2018                                                | Иван Баранчик (17-0)                                        | Deadwood Mountain Grand, Дедвуд, Южная Дакота, США                    | TKO 8 (12), 1:12                                            | Петров в нокдауне в 1, 2, и 6 раундах. |
| 45                                                          | 8 апреля 2017                                               | Терри Флэнаган (32-0)                                       | Манчестер, Англия, Великобритания                                     | UD 12 (12)                                                  | Бой за титул чемпиона мира по версии WBO в лёгком весе (5-я защита Флэнагана). Счёт судей: 112-116, 108-120, 110-118.                           |
| 44                                                          | 30 сентября 2016                                            | Майкл Перес (24-1-2)                                        | Индио, Калифорния, США                                                | RTD 6 (12), 3:00                                            | Завоевал статус обязательного претендента на титул чемпиона мира в лёгком весе по версии WBA.                                                   |
| 43                                                          | 6 мая 2016                                                  | Марвин Кинтеро (28-6)                                       | Лас-Вегас, Невада, США                                                | RTD 6 (10), 3:00                                            | Завоевал вакантный титул чемпиона по версиям NABF и защитил титул чемпиона по версии WBA-NABA в лёгком весе.                                    |
| 42                                                          | 3 апреля 2015                                               | Гамалиэль Диас (39-11-3)                                    | Корона, Калифорния, США                                               | UD (10)                                                     | Защитил титулы чемпиона по версиям WBA-NABA и WBO NABO в лёгком весе. Петров в нокдауне в 1 раунде, Диас в 7 раунде. Счёт: 97-90, 98-89, 97-90. |

## Титулы и достижения

### Профессиональные

#### Региональные
- interim WBC Latino в лёгком весе (2010).
- interim WBC Latino в 1-м полусреднем весе (2012).
- WBA-NABA в лёгком весе (2014, 2015—2017).
- interim WBO NABO в лёгком весе (2014—2015).
- WBO NABO в лёгком весе (2015).
- NABF в лёгком весе (2016).

#### Другие
- Победитель турнира ESPN «Boxcino 2014» в лёгком весе.